# Kayes (stad)
Kayes (Bambara Kayi, Soninké Xaayi) is een stad (commune urbaine) en gemeente (commune) in het westen van Mali en ligt aan de rivier de Sénégal. De stad heeft 126.000 inwoners en is de hoofdstad van de gelijknamige provincie. De naam "Kayes" is afgeleid van het Soninkéese woord "karré" wat een lage vochtige plaats beschrijft die in het regenseizoen overstroomt. 
Kayes staat bekend om de extreme hitte die in de zomer wordt bereikt; de stad wordt omgeven door ijzerhoudende bergen, welke bijdragen aan de hoge temperaturen. De gemiddelde dagtemperatuur is 35 graden Celsius met gemiddelde temperatuurpieken tot 46 graden Celsius in april en mei. 
In 1892 werd Kayes de hoofdstad van Frans-Soedan. In 1904 werd de spoorlijn tussen Kayes en Bamako geopend. In 1908 werd Bamako de hoofdstad van Opper-Senegal en Niger, waarin ook Kayes lag. De stad heeft een internationale luchthaven en ligt aan de weg van Dakar naar  Niger. 
Sinds 1963 is de stad de zetel van het rooms-katholieke bisdom Kayes. 

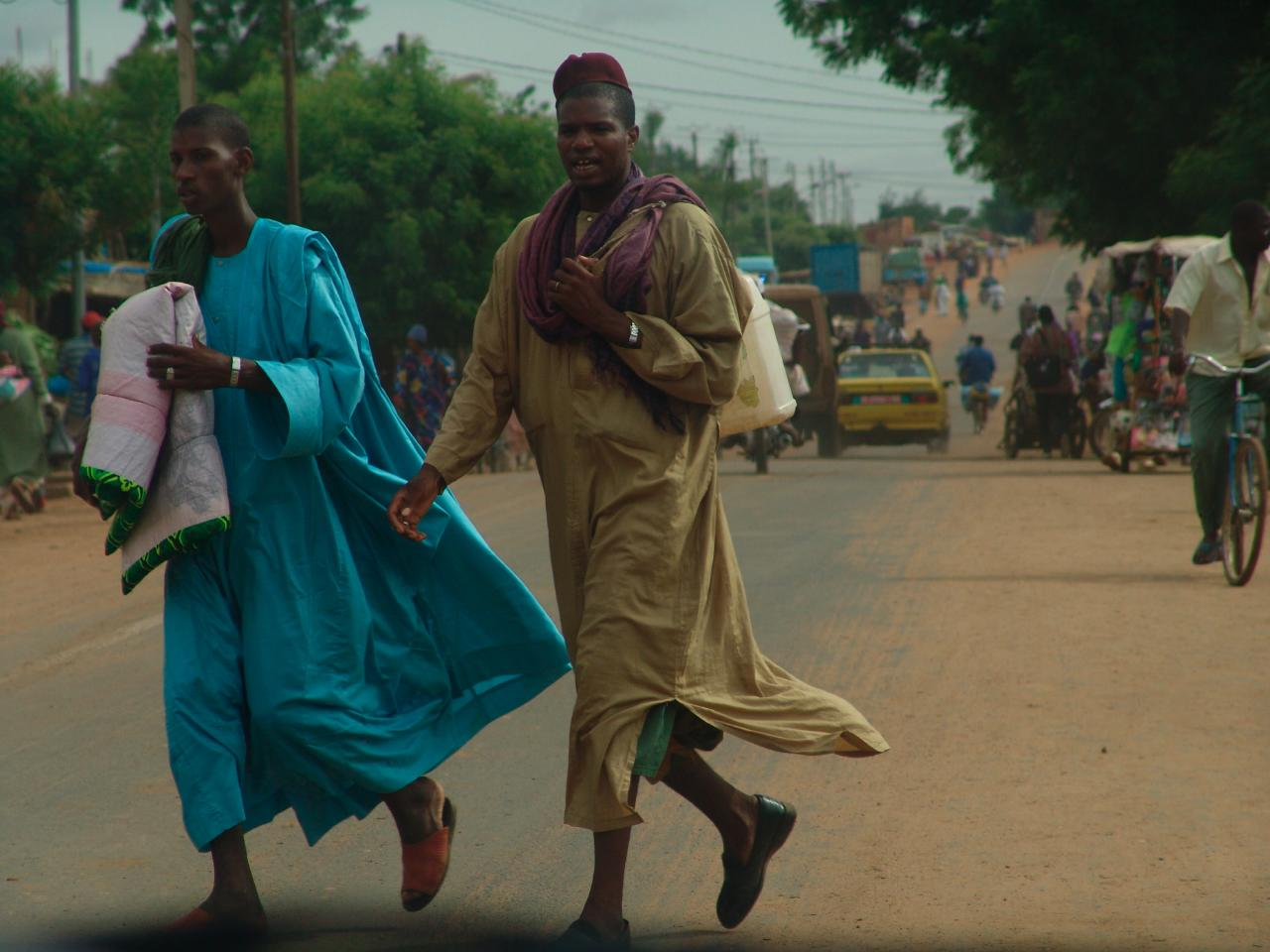
Straat in Kayes
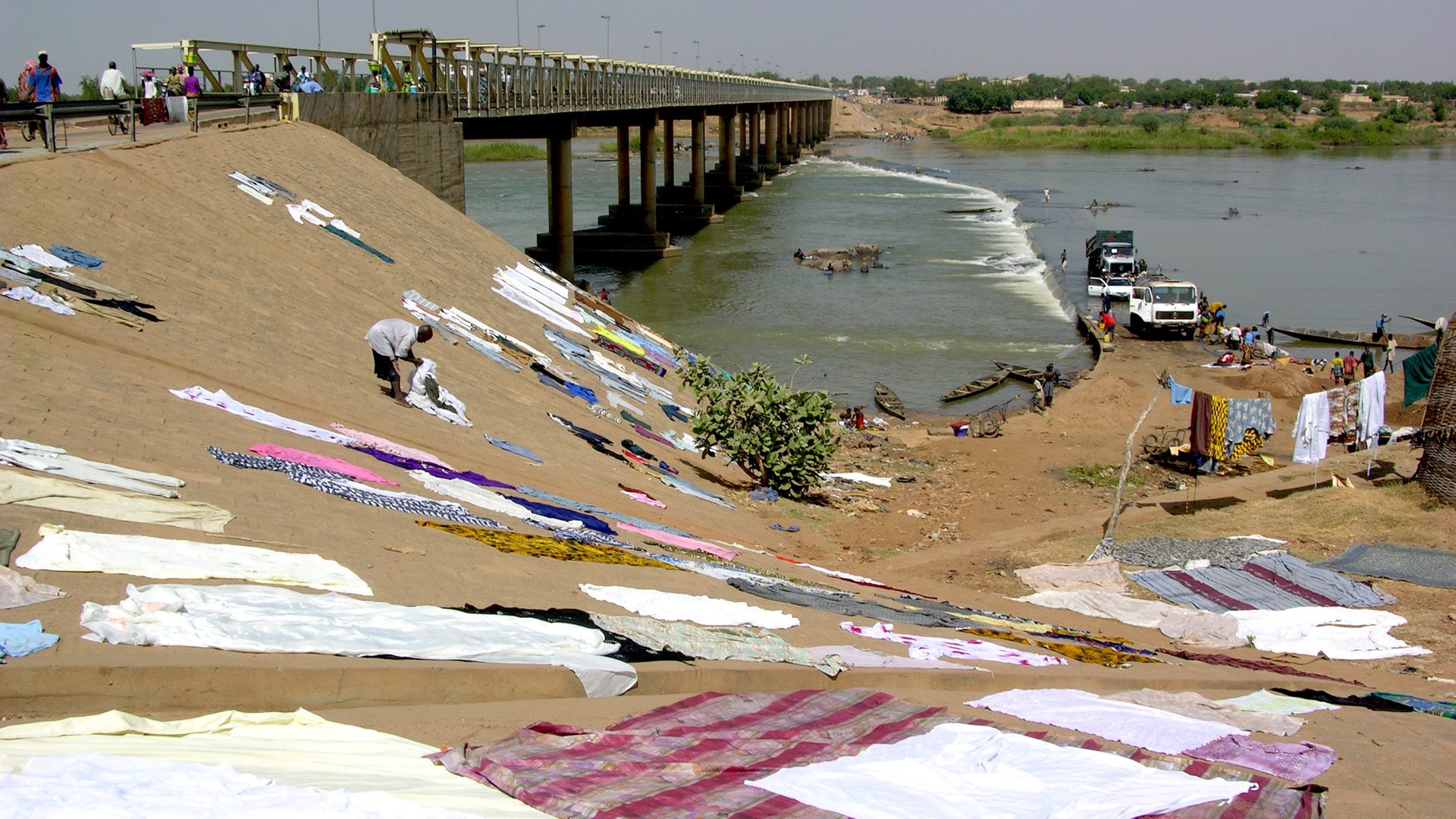
Brug over de Sénégal

## Geboren
- Moussa Traoré (1936-2020), president (1968-1991)
- Boubacar Traoré (1942), zanger
- Alpha Oumar Konaré (1946), president (1992-2002)

## Interessante plekken in de buurt
- Medina
- Watervallen van Felou
- Watervallen van Goulina
- De tata van Koniakari (vesting) gebouwd door El Hadj Umar Tall
- De meren Magui en Doro
- De Manantali Dam